# Чамплін (Міннесота)
Чамплін (англ. Champlin) — місто (англ. city) в окрузі Ганнепін, штат Міннесота, США. Населення — 23 089 осіб (2010).

## Географія
Чамплін розташований за координатами 45°10′21″ пн. ш. 93°23′14″ зх. д. / 45.17250° пн. ш. 93.38722° зх. д. (45.172579, -93.387250).  За даними Бюро перепису населення США в 2010 році місто мало площу 22,61 км², з яких 21,15 км² — суходіл та 1,46 км² — водні об'єкти.

## Демографія
Згідно з переписом 2010 року, у місті мешкало 23 089 осіб у 8328 домогосподарствах у складі 6305 родин. Густота населення становила 1021 особа/км². Було 8598 помешкань (380/км²).
Расовий склад населення:
| - 89,0 % — білих - 4,8 % — чорних або афроамериканців - 3,1 % — азіатів - 0,4 % — корінних американців |

До двох чи більше рас належало 2,2 %. Частка іспаномовних становила 2,0 % від усіх жителів.
За віковим діапазоном населення розподілялося таким чином: 26,9 % — особи молодші 18 років, 66,4 % — особи у віці 18—64 років, 6,7 % — особи у віці 65 років та старші. Медіана віку мешканця становила 36,8 року. На 100 осіб жіночої статі у місті припадало 100,8 чоловіків; на 100 жінок у віці від 18 років та старших — 98,3 чоловіків також старших 18 років.
Середній дохід на одне домашнє господарство  становив 94 186 доларів США (медіана — 83 851), а середній дохід на одну сім'ю — 104 926 доларів (медіана — 93 476). Медіана доходів становила 56 857 доларів для чоловіків та 47 188 доларів для жінок. За межею бідності перебувало 3,4 % осіб, у тому числі 3,5 % дітей у віці до 18 років та 4,7 % осіб у віці 65 років та старших.
Цивільне працевлаштоване населення становило 14 220 осіб. Основні галузі зайнятості: освіта, охорона здоров'я та соціальна допомога — 22,5 %, виробництво — 17,5 %, роздрібна торгівля — 14,8 %.